# محمد خضير (شاعر أردني)
محمد أحمد محمود خضير حسن دراغمة (1968-) شاعر وفنّان تشكيلي أردني.

## حياته
وُلد محمد خضير في مخيّم (الطالبية) جنوب العاصمة الأردنية عمّان عام 1968م، بعد نزوح عائلته من مسقط رأسه «طوباس» في فلسطين أبان حرب حزيران 1967م، عضو في الهيئة الإدارية لرابطة الكتّاب الأردنيين وأمين النشر والإعلام ومدير تحرير مجلة أوراق الصادرة عنها، ومقرر لجنة الشعر فيها للعام 2018 وعضو الاتحاد العام للكتّاب والأدباء العرب.
أصدر ديوان «أغاني الحياة» لشاعر تونس الكبير أبو القاسم الشابي، والديوان بفكرته يعد الأول في الشرق الأوسط لأنه نشر بخط يد أبو القاسم الشابي، وقدّم للديوان الشاعر محمد خضير ومن تونس الدكتور نور الدين صمود.

## جوائز ومشاركات
حصل محمد خضير على درع قسنطينة الجزائرية، عاصمة للثقافة العربية في شتاء 2015. كما حصل على درع مهرجان العيون للشعر العالمي الذي نظمته جهة الساقية الحمراء في المغرب، آب 2016. وفي ربيع عام 2016 تم تكريمه في مشروع غابة الإبداع الذي أطلقته وزارة الثقافة الأردنية بزرع شجرة ونصب يحمل اسمه. كما حصل الشاعر محمد خضير على جائزة ناجي نعمان الأدبية لدورتها 2024.
وفاز الشاعر محمد خضير بجائزة "عاطف الفراية للشعر" لأفضل ديوان مخطوط للعام 2024، وذلك عن ديوانه الشعري "ما تبقى منا".

## أعماله
| اسم الكتاب      | تاريخ الإصدار | دار النشر              | نوع النص      |
| --------------- | ------------- | ---------------------- | ------------- |
| حالتان من العشق | 2006          | المأمون للنشروالتوزيع  | نصوص          |
| فراغ مليء       | 2009          | مكتوب للنشر والتوزيع   | نثر           |
| وجه الغياب      | 2011          | المأمون للنشر والتوزيع | ومضات / نصوص  |
| أنا كما أراني   | 2013          | دجلة ناشرون وموزعون    | يوميات / شعر  |
| قلب قزح         | 2015          | دجلة ناشرون وموزعون    | شعر           |
| غِيض الكلام      | 2016          | دجلة ناشرون وموزعون    | شعر           |
| رجْعُ الكلام      | 2020          | دجلة ناشرون وموزعون    | مقالات        |
| سُلامى           | 2021          | خطوط للنشر والتوزيع    | شعر           |
| النّاسك          | 2022          | دجلة ناشرون وموزعون    | مختارات شعرية |
| ماتت رجُلًا       | 2022          | دجلة ناشرون وموزعون    | رواية         |